# Кернтнертортеатр
Театр у Каринтийских ворот (Кернтнертортеатр, нем. Kärntnertortheater, Theater am Kärntnertor) — крупнейший венский театр XVIII—XIX веков.
Первое здание театра было возведено в 1709 г. по проекту Антонио Бедуцци. В течение первых двух лет в нём ставились итальянские оперы, затем программа театра была пересмотрена в сторону более народных развлечений, вплоть до представления немецких переводов итальянской комедии дель арте. В 1752 г. указом Марии Терезии театр был переведён из частного управления под прямой контроль венского магистрата. В 1761 г. здание театра сгорело.
Новый театр, построенный на том же месте по проекту Николо Пакасси, открылся в 1763 году как Имперский и королевский придворный театр в Вене (нем. Kaiserliches und Königliches Hoftheater zu Wien), с преобладанием оперного и балетного репертуара. В разные годы им управляли такие выдающиеся личности, как Игнац Франц Кастелли и Доменико Барбайя. После постройки нового здания Венской придворной оперы театр утратил своё значение и 17 апреля 1870 года закрылся спектаклем по опере Джоакино Россини «Вильгельм Телль». На его месте ныне располагается известная гостиница Sacher.
Среди оперных премьер, прошедших в театре, — юношеская опера Гайдна «Хромой бес» (1753), многие оперы Антонио Сальери и Фердинанда Паэра, итоговая редакция оперы Бетховена «Фиделио» (23 мая 1814), «Эврианта» Вебера (25 октября 1823), поздние оперы Гаэтано Доницетти «Линда ди Шамуни» (19 мая 1842), «Мария ди Роган» (5 июня 1843) и «Дон Себастьян Португальский» (окончательная редакция, 13 ноября 1845), «Марта» Флотова (25 ноября 1847). Кроме того, в стенах Кернтнертортеатра были впервые публично исполнены 25-й фортепианный концерт Моцарта (7 марта 1787), знаменитая песня Шуберта «Лесной царь» (7 марта 1821) и 9-я симфония Бетховена (7 мая 1824).
В 1820-х годах театр возглавлял прославленный французский балетный танцор и балетмейстер Луи Дюпор. Его успех в Вене был столь огромен, что в моду даже вошла обувь à la Duport.